# مری سونسن
مری سونسن (انگلیسی: Marie Svensson؛ زادهٔ ۱۹۶۷) یک بازیکن تنیس روی میز اهل سوئد است.
وی در مسابقات کشوری و بین‌المللی در مجموع برنده ۱ مدال طلا، ۳ مدال نقره، ۴ مدال برنز شده‌است.